# 路演 (金融)
路演是指公司的高階管理人員為了向他人或投資者推广自己的公司、产品、想法以及激發投資人投資興趣而在公共场所进行演说、演示产品。路演通常会持续一到两个星期。 路演的优点是公司的管理层直接面对投资者。不足之处在于成本高。